# Cyanoliseus patagonus andinus
Cyanoliseus patagonus andinus, comúnmente llamado loro barranquero oscuro o loro barranquero del norte, es una de las subespecies en que se divide la especie Cyanoliseus patagonus, un ave de la familia de los loros (Psittacidae), que habita en el Cono Sur de América del Sur.

## Descripción original
Este taxón fue descrito originalmente por Roberto Dabbene y Miguel Lillo en el año 1913; describiéndolo en ese momento como una nueva especie: Cyanolyseus andinus, con la localidad tipo situada en: «Colalao del Valle, provincia de Tucumán».

## Características
Medida entre la punta del pico y la punta de la cola, la longitud promedio en esta subespecie es de 42 cm.
Su cabeza y lomo son de color verde oliva oscuro. Presenta un anillo periocular de color blanco. La parte superior del pecho es de color pardo-oliva con tono terroso. Las plumas del abdomen, patas, rabadilla y supracaudales son de color pardusco, con muy poco amarillo, y este de tono verdoso. La parte central del abdomen muestra una mancha rojo-anaranjada, pequeña y poco definida. Las subcaudales son de un tono amarillo oliváceo. Las cubiertas alares son oliváceas. Las primarias son azules, con barba interna grisácea. La cola es gris olivácea. El pico es ganchudo y corto; grisáceo en los pichones, y negruzco en los adultos. El iris es gris-celeste en los pichones, y blanco-amarillento en los adultos. Las patas son de color rosa pálido.

## Comportamiento
Es una subespecie gregaria y bulliciosa. La bandada en vuelo se escucha desde lejos.

### Alimentación
Se alimenta de semillas y frutos silvestres o cultivados. Vuela a grandes distancias todos los días desde sus dormideros o colonias de nidificación hasta los lugares con abundante alimento estacional. Se alimentan en bandada, tanto entre el follaje de arbustos y árboles como en el mismo suelo. Uno de ellos suele quedar apostado en algún punto superior, como vigía ante el peligro. Frente a alguna amenaza, grita una señal de alarma y en instantes toda la bandada emprende la huida a un lugar seguro. 
Entre los frutos y semillas de especies silvestres que integran su dieta destacan los de espinillo (Acacia caven), boldo (Peumus boldus), chañar (Geoffroea decorticans), varias especies de algarrobos (Prosopis) y de romerillos (Baccharis), etc. 
Entre los frutos y semillas de especies cultivadas que integran su dieta destacan los de maíz, trigo e higos.

### Hábitats
Esta subespecie vive en estepas semiáridas abiertas, con vegetación dominada por arbustos y algunos árboles, con suelo desnudo o raleado de gramíneas. También frecuenta áreas serranas con abundantes rocas, y zonas rurales y de cultivos. Especialmente en época de nidificación, se lo encuentra además en barrancos o quebradas abruptas de las sierras.

## Reproducción
Se reproducen en colonias, y las parejas son monógamas. Anidan en cuevas que horadan en barrancos de ríos o acantilados marinos (de allí su nombre de loro barranquero), habitándolas todo el año. Las cuevas son profundas y zigzagueantes. Ponen 2 huevos de color blanco semibrillante, que son bastante redondeados, y de un tamaño promedio de 3,7 x 3,1 cm.

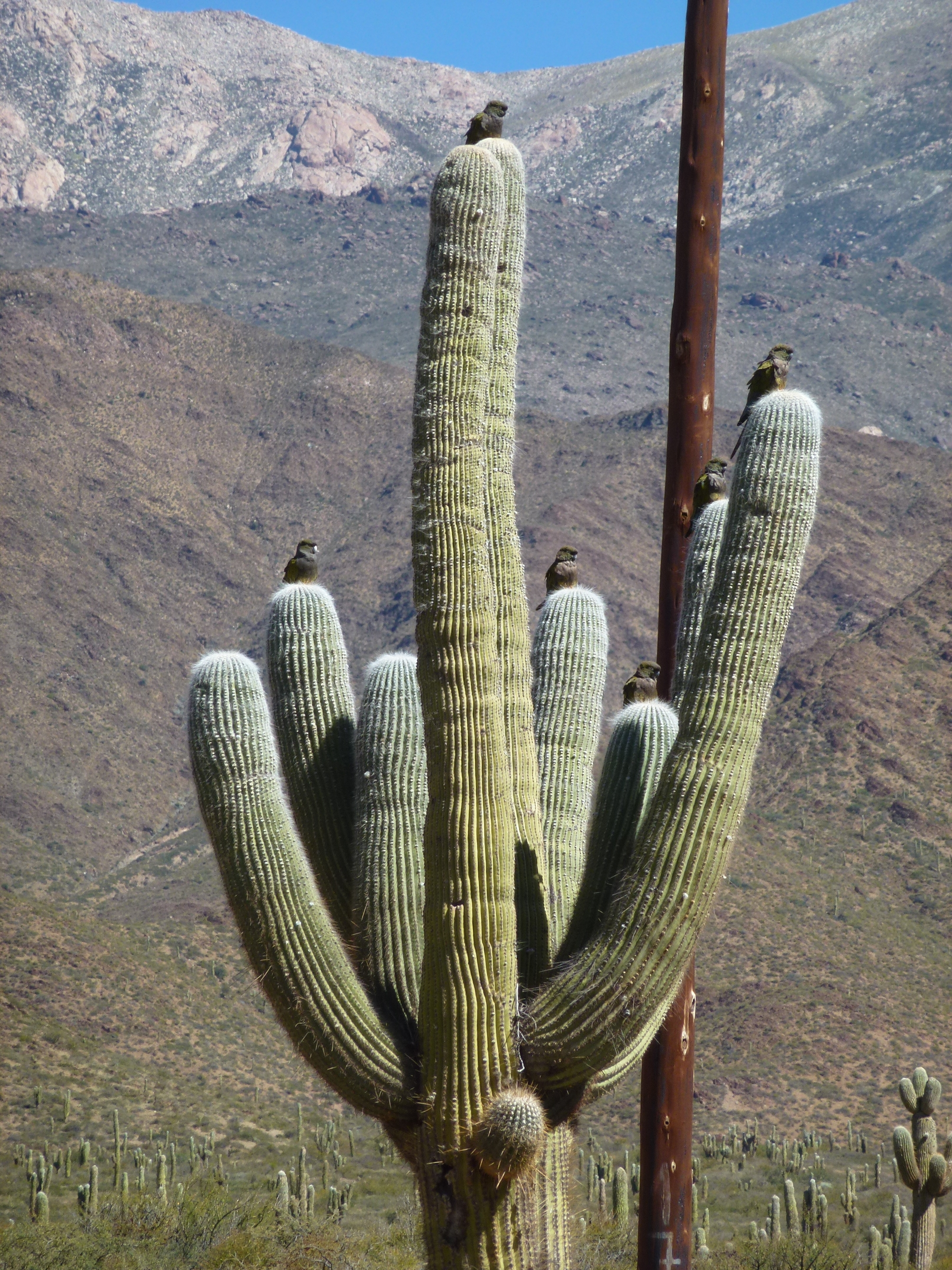
Ejemplares de la subespecie en su hábitat: valles Calchaquíes, provincia de Salta, Argentina.

## Taxonomía

### Evolución
Actualmente, la población de esta subespecie está perfectamente separada de la que habita al otro lado del encadenamiento andino, en el centro de Chile: Cyanoliseus patagonus bloxami por lo que al poseer áreas de distribución disjuntas se ha favorecido la especiación. Con respecto a las otras dos del centro y sur argentino, contactan sus geonemias en la región de Cuyo.
El taxón chileno —Cyanoliseus patagonus bloxami— habita donde se originó primitivamente la especie. La totalidad de las poblaciones argentinas de la especie son el resultado de un único evento de expansión transandina efectuado por una bandada del núcleo original chileno, lo que acaeció hace unos 120 000 años —en el Pleistoceno Superior a Tardío—. Ese grupo de aves logró cruzar la cordillera de los Andes por un paso cercano a los 3000 m s. n. m. a la latitud del Aconcagua; ese núcleo, posteriormente, dio lugar a todas los linajes mitocondriales argentinos existentes en la actualidad. 
Los análisis sugieren una compleja estructura de la población de loros barranqueros en la Argentina, que incluye dos linajes principales —Cyanoliseus patagonus patagonus y Cyanoliseus patagonus andinus— y una zona de hibridación entre ambos que se ha mantenido estable durante varios miles de años. Dentro de esta zona, introgresiones mediante la expansión de los haplotipos, se ha traducido en la evolución que dio lugar a un linaje intermedio: Cyanoliseus patagonus conlara. Las barreras enormes, como son las condiciones ambientales regionales separaron las poblaciones y, por tanto, la estructura genética. Cuando el contacto entre las poblaciones divergentes se restableció, una zona híbrida estable se formó, que funciona como un canal para el intercambio genético entre poblaciones.

## Distribución
Es un endemismo del norte de  Argentina.